# Mei 1998
Dit artikel geeft een chronologisch overzicht van alle belangrijke gebeurtenissen per dag in de maand mei van het jaar 1998.

## Gebeurtenissen

### 1 mei
- Amsterdam is van 1 mei tot en met 16 mei 1998 gastheer van het eerste officiële wereldkampioenschap rugby voor vrouwen. Aan het toernooi doen zestien landen mee. Nieuw-Zeeland wint, Nederland eindigt als dertiende.

### 3 mei
- Wim Duisenberg wordt na moeizame onderhandelingen tussen de Europese regeringsleiders voor acht jaar benoemd tot president van de Europese Centrale Bank (ECB). De Franse president Jacques Chirac zegt dat Duisenberg de termijn niet zal uitdienen, Duisenberg ontkent dat.
- Sneeuwwitje, de allereerste musical van Studio 100, speelt zijn laatste voorstelling.

### 4 mei
- John Higgins onttroont titelverdediger Ken Doherty bij het het WK snooker, dat de Schot voor de eerste keer op zijn naam schrijft.

### 5 mei
- Jaap Stam wordt de duurste profvoetballer uit de Nederlandse geschiedenis. Voor 35 miljoen gulden verruilt hij PSV Eindhoven voor de Engelse kampioen Manchester United.

### 6 mei
- In Nederland worden Tweede Kamerverkiezingen gehouden. De paarse coalitie behoudt haar meerderheid. De opkomst is met 73,2 procent historisch laag.
- In Parijs wint Internazionale de UEFA Cup door in een Italiaanse voetbalfinale SS Lazio met 3-0 te verslaan.
- Autofabrikant Daimler Benz stuurt aan op een fusie met het Amerikaanse Chrysler. Het wordt de grootste industriële samenklontering in de geschiedenis.
- Philips zegt de verkoop van platen- en filmdochter Polygram te overwegen. Nog geen drie weken later blijkt de zaak al beklonken. Koper: het Canadese Seagram (Universal Studio's) voor een prijs van 21 miljard. De droom van Cor Boonstra's voorganger Jan Timmer van Philips als multimediaconcern is definitief ten einde.

### 7 mei
- Computerbedrijf Apple stelt de iMac voor.
- Mercedes-Benz koopt Chrysler voor €30,7 miljard. Daimler AG is de grootste industriële fusie in de geschiedenis.

### 9 mei
- Koningin Beatrix wijst SER-voorzitter Klaas de Vries aan als kabinetsinformateur. Hij onderzoekt de mogelijkheden tot voortzetting van de links-liberale coalitie van PvdA, D66 en VVD.

### 11 mei
- Hans van Zon, legendarische Utrechtse seriemoordenaar die in 1969 levenslang kreeg en in 1986 op vrije voeten kwam, overlijdt op 57-jarige leeftijd.
- Als eerste voetbalclub van Nederland gaat AFC Ajax naar de beurs. Hoewel vraag bij inschrijving op de aandelen groot was, verloopt de introductie teleurstellend. De koers duikt meteen al onder de introductieprijs van 32,50 gulden.
- De schrijfster Willy Corsari overlijdt op 100-jarige leeftijd.

### 12 mei
- India voert haar tweede reeks ondergrondse atoomproeven uit in de Rajasthanwoestijn.
- De Europese voetbalunie UEFA dreigt de finale van de UEFA Champions League weg te halen uit Amsterdam omdat negentig charters met supporters niet mogen landen op Schiphol. Enkele dagen later geeft het kabinet toch toestemming. Real Madrid wint in de finale met 1-0 van Juventus.

### 13 mei
- De V.S. en Japan stellen economische sancties tegen India voor vanwege diens atoomproeven.
- Chelsea FC wint de Europa Cup II. In de finale in Stockholm is de Engelse voetbalclub met 1-0 te sterk voor het Duitse VfB Stuttgart.

### 14 mei
- Het vernieuwde station 's-Hertogenbosch wordt officieel geopend.
- Amerikaans zanger en acteur Frank Sinatra overlijdt op 82-jarige leeftijd aan een hartaanval.
- Informateur Klaas de Vries beëindigt zijn werkzaamheden. Koningin Beatrix benoemt drie informateurs (Wim Kok (PvdA), Gerrit Zalm (VVD) en Els Borst (D66)), die de tweede paarse coalitie tot stand moeten brengen.
- Bij de EK judo in Oviedo wint Nederland wint twee gouden medailles dankzij Mark Huizinga en Françoise Harteveld.

### 15 mei
- ING Barings adviseert: verkoop aandelen aan het begin van 1999. Een vijfde deel van de Nederlandse bedrijven zullen vanwege het millenniumprobleem twee maanden stil komen te liggen. Risico-ondernemingen: DSM, Akzo, Grolsch, Unilever, Philips.

### 16 mei
- - In Engeland behaalt Arsenal de dubbel. Na de landstitel wint de voetbalclub uit Londen, met Dennis Bergkamp en Marc Overmars, op Wembley de FA Cup door een 2-0 zege op Newcastle United.

### 17 mei
- AFC Ajax wint in De Kuip voor de dertiende keer de KNVB beker door PSV Eindhoven met 5-0 te verslaan. Voor de Amsterdammers scoren Tijjani Babangida, Jari Litmanen (3) en Sjota Arveladze.
- In Zürich wint Zweden de wereldtitel ijshockey door Finland over twee duels te verslaan.

### 18 mei
- De Verenigde Staten en 20 Amerikaanse staten starten een rechtszaak tegen Microsoft.

### 19 mei
- Ahold (Albert Heijn) koopt voor 5,4 miljard gulden Giant Food uit de Verenigde Staten. Het bedrijf bezit in de VS nu duizend supermarkten.

### 20 mei
- Jeltje van Nieuwenhoven wordt de eerste vrouwelijke voorzitter van de Tweede Kamer.
- Real Madrid wint de Champions League. In de finale in Amsterdam is de Spaanse voetbalclub met 1-0 te sterk voor het Italiaanse Juventus.

### 21 mei
- President Soeharto van Indonesië treedt na 32 jaar af, waardoor vicepresident B.J. Habibie de derde president van het land wordt.
- Kipland Kinkel schiet in de Thurston High School in Springfield (Oregon) twee leerlingen dood en verwondt er 25 andere nadat hij thuis zijn ouders eerst vermoordde.
- In Lissabon gaat de Expo '98 door. 12 miljoen bezoekers wonen de wereldtentoonstelling bij.

### 23 mei
- Een ruime meerderheid van de Noord-Ierse bevolking stemt in een referendum in met het vredesakkoord.

### 24 mei
- Worku Bikila (42.23,6) en Tegla Loroupe (50.05,08) winnen de vijftiende editie van de Zevenheuvelenloop (15 kilometer).

### 26 mei
- Het Nederlandse ABN Amro doet een 'vijandig' bod op de Generale Bank in België en biedt met 24,5 miljard gulden 15 procent meer dan het Belgisch-Nederlandse Fortis dat al in gesprek is over een overname van de bank. Grote consternatie is het gevolg. Uiteindelijk kiest de bank voor Fortis dat ABN Amro in juni overbiedt.

### 27 mei
- Tijdens een felle uitslaande brand wordt de Petrus Banden kerk in Oisterwijk grotendeels in de as gelegd, ondanks verwoede pogingen van de brandweerkorpsen van onder andere Oisterwijk en Tilburg de brand te blussen.
- Het Nederlands elftal speelt gelijk in de derde van vijf oefeninterlands op weg naar het WK voetbal 1998 in Frankrijk. In Arnhem komt Oranje niet tot scoren tegen Kameroen: 0-0. Aanvaller Jimmy Floyd Hasselbaink (Leeds United) maakt zijn debuut voor de ploeg van bondscoach Guus Hiddink.

### 28 mei
- Rotterdam wordt samen met de Portugese stad Porto aangewezen als culturele hoofdstad van Europa in 2001.

### 29 mei
- Prins Maurits, oudste zoon van prinses Margriet en mr. Pieter van Vollenhoven, trouwt met Marilène van den Broek, dochter van Euro-commissaris Hans van den Broek. De oecumenische inzegening van het gemengde huwelijk leidt tot een rel omdat de hervormde prinses Juliana, prins Bernhard en prinses Margriet ter communie gaan, wat volgens de rooms-katholieke kerk niet is toegestaan.
- Pakistan houdt vijf ondergrondse kernproeven en de dag daarna nog een zesde. De spanningen tussen Pakistan en India lopen op.

### 30 mei
- Een aardbeving van 6,6 op de schaal van Richter maakt in het noorden van Afghanistan meer dan 5.000 slachtoffers.

### 31 mei
- Titelverdediger Australië verslaat de Nederlandse hockeysters in de finale van het WK hockey in Utrecht met 3-2.

<< · januari · februari · maart · april · mei · juni · juli · augustus · september · oktober · november · december · >>